# Liste des organismes de défense et de protection des droits humains en Haïti
ORDEDH - Ordre des Défenseurs des Droits Humains
organisme de protection, de promotion et de Défense des Droits de la personne Humaine en Haïti depuis 2018.
Adresse: 66, Rue Nord-Alexis, Avenue John Brown, Port-au-Prince (HT-6110)
E-mail: ORDEDH@gmail.com | info@ordedh.org
Téléphone (whatsapp/appel): +509 4457-0404 / 3199-7139
Website: www.ordedh.org

## Organismes de défense et de protection
- Ordre des Défenseurs des Droits Humains -ORDEDH

| ord-Alexis, Avenue Jhon Brown Lalue(+509) 4457-0404ordedh@gmail.com |
|                                                                     |

### Qui sommes-nous?
Le 10 août 2018, à Port-au-Prince, marque la naissance de L'Ordre de Défense des Droits Humains, une organisation non gouvernementale à but non lucratif dont les principaux objectifs sont la défense, la protection et la promotion des droits des Haïtiens en tant qu'êtres humains et sujets de droit. L'Ordre des Défenseurs des Droits Humains (ORDEDH) vise également à améliorer la vie des citoyens et leur environnement.
Afin de remplir cette mission, elle s'est fixée les objectifs et missions suivants :
- Veiller à la primauté du droit et garantir le respect des droits et libertés des Haïtiens, tant à l'intérieur qu'à l'extérieur du pays, tout en promouvant les droits sociaux, économiques et culturels.
- Soutenir le droit au travail et des conditions équitables et satisfaisantes pour lutter contre le chômage.
- Soutenir le droit à un niveau de vie suffisant pour assurer la santé, le bien-être, l'alimentation, le logement, les soins médicaux et les services sociaux nécessaires.
- Soutenir le droit à l'éducation, à l'enseignement primaire, fondamental, technique et professionnel, ainsi qu'à l'accès aux études supérieures.
- Encourager les investissements en Haïti, en particulier dans les zones rurales, afin de créer davantage d'emplois.
- Encourager les investissements de l'État haïtien dans les infrastructures pour améliorer le cadre des affaires.
- Encourager le gouvernement haïtien à prendre des mesures concrètes pour stimuler la croissance économique.
- Collaborer avec toutes les organisations nationales et les institutions internationales qui s'intéressent à la question de la production nationale et de la consommation locale afin de contribuer au processus de développement du pays.
Les actions de l'ORDEDH prouvent et confirment son engagement dans la lutte pour le respect des droits de chaque citoyen. Les services que nous fournissons quotidiennement aux plus vulnérables sont des preuves vivantes de l'activité de l'ORDEDH.
- Plateforme des Organisations Haïtiennes des Droits Humains[1], (POHDH), a été formée après le coup d’état en 1991. Elle est une association de droit privé à but non lucratif regroupant huit (8) institutions haïtiennes autour d’un ensemble de principes et de pratiques communes. Elle est non confessionnelle et ne relève d’aucun groupe ou parti politique. Elle est reconnue d’utilité publique par arrêté présidentiel du 23 Janvier 1996, publié dans le Moniteur du 31 Janvier 1996
- Centre d’Analyse et de Recherche en Droits Humains (CARDH), créé en 2008[2], ayant pour  mission de contribuer au respect et à la promotion des droits et des principes postulés par la Déclaration universelle des droits de l’homme (DUDH), comme condition pour parvenir à la démocratie, à l’État de droit,  au développement durable, à la bonne gouvernance, à l’éradication de la pauvreté et à la réalisation des objectifs de développement durable (ODD)[3].
- Groupe d’Intervention en Droits Humains (GIDH)
- Mouvman Pou Defans Latibonit (MODELA) Notre mission c'est de promouvoir le respect de la dignité humaine.

- Vision Haïtienne des Droits de l’Homme (VHDH) est une organisation de promotion et de défense des droits des personnes détenues, la liberté d'expression des idées et d'opinions, la liberté de mouvement pacifique, les garanties judiciaires,, les droits de l'enfant ......Elle s'engage activement dans la lutte contre la corruption. La VHDH contribue fortement dans le processus de l'examen d'Haïti par devant le Comité des Droits de l'Homme des Nations unies  communément appelé EPU
- Solidarite Fanm Ayisyèn (SOFA)
- Rasanbleman pou Diyite Ayiti (RADI)[4]
- Solidarité de Défense des Droits Humains (SODDH)
- Centre Œcuménique des Droits Humains (CEDH), fondée à Saint-Domingue par exil haïtien Dr Jean-Claude Bajeuxin afin de soutenir les réfugiés haïtiens et plus tard enregistré à Puerto Rico. Le Centre est membre de la Fédération internationale des droits de l’homme[5].
- Commission Épiscopale Nationale Justice et Paix (CE-JILAP), institution de la pastorale sociale de l'Eglise catholique. Elle est organisée avec un Comité directeur national et des délégués diocésains[6].
- Combite pour la Paix et le Développement (Combite pour la Paix)
- Sant Karl Levêque (SKL)[7], Dirigé actuellement par le Reverend Pere Gardy MAISONNEUVE[8].
- Observatoire Haïtien de Droits Humains (OHDH)[9]
- Groupe d’Appui aux Rapatriés et Réfugiés (GARR), plateforme d'associations et d'organisations non gouvernementales travaillant sur la problématique de la migration. Tout en n'excluant pas les autres pôles de migration, le GARR concentre ses efforts sur la République Dominicaine où vivent de nombreux immigrants haïtiens dans des situations extrêmement difficiles. Le GARR a pris naissance en août 1991, à la suite de la décision du président de la République Dominicaine d'alors d'expulser de son territoire toute personne suspectée de nationalité haïtienne[10].
- Fondation « Zanmi Timoun » (Collectif de Défense des Droits de l’Enfant), Organisme de promotion et de défense des droits humains à but non lucratif, la Fondation Zanmi Timoun a été fondée le 13 février 2001[11].
- Action des Unités Motivées pour une Haïti de Droit (AUMOHD)
- Confédération des travailleurs haïtiens
- Collectif des Organisations Féminines de la Région des Palmes (COFAREP)[12]
- Programme pour une Alternative de Justice (PAJ), intervient depuis plus de quinze ans dans le domaine de la justice et des droits humains en Haïti. Animée par le souci d’accompagner le peuple haïtien dans sa quête d’une justice alternative, l’association poursuit trois objectifs principaux : - Contribuer à créer les conditions d’une participation effective à la construction d’une alternative de justice et d’un Etat de droit démocratique - Contribuer aux recherches relatives à la pratique du droit et au droit informel, qui sont support de l’évolution du droit positif - Contribuer à la transition entre le système actuel et la nouvelle justice en promouvant l’usage alternatif du droit. Pour atteindre ces objectifs, PAJ a déterminé trois axes d’intervention : un axe qui repose sur l’information et la formation, un autre tourné vers des activités de recherche en lien avec la vie quotidienne des populations et un axe d’intervention portant sur la production de matériels didactiques[13].
- Centre de Recherche et de Formation Economique et Sociale pour le Développement, a été fondé en 1986. C’est une organisation non gouvernementale et autonome sans but lucratif. Par ses actions, le CRESFED contribue à la transformation d’une société juste, inclusive et participative, dans un état de droit démocratique[14].
- Action pour l’Abolition de la Torture Haïti (ACAT-Haïti)
- Coordination des  Femmes engagées pour la Coopération  et le Développement d’Haïti (COFECDH), Daana Sthernith Eldimé est la secrétaire générale[15].
- Institut d’Education Mobile et Démocratique (IMED)
- ENPAK (Engagement, Participation, Kapasite), une ONG locale de développement, à but non-lucratif, basée sur les droits humains[16].
- AJDKOM (Aksyon Jèn Pou Devlopman Kominotè), une association locale de promotion, de défense des droits humains (Protection de l'Enfant, Formation socio-professionnelle des jeunes, Autonomisation socio-financière des filles/femmes)
- LHODDH La Ligue Haïtienne des Organisations de Défense des Droits Humains est un réseau regroupant les organisations de la région œuvrant dans le domaine des droits humains. Elle est apolitique, non partisane, non confessionnelle et à but non lucratif, dédiée au service de la communauté. Elle est fondée au Cap-Haïtien le 2 Décembre 2007 en référence aux articles 31 de la constitution Haïtienne de 1987 et 20.1 de la déclaration universelle des droits de l’homme. DORVIL Wesly est le secretaire General.
- MOTDEFAM (Mouvement contre la Traite pour la Defense des Droits de la Femme et l'Assistance aux Migrants, cree en 2006
- Action Citoyenne pour l'Éducation et la Démocratie (ACED)
- Organisation des Citoyens pour une Nouvelle Haïti-OCNH . OCNH est Une organisation de défense et de promotion des droits humains créée le 1er mai Port--au-prince.

- KRIFA est une organisation de défense des Droits de la personne en particulier des femmes, fondée en Haïti le 9 octobre 2016 par des femmes juristes. Sa mission est de défendre et promouvoir les Droits des femmes et des filles en Haïti.